# لشکر ۳ لاهور
لشکر ۳ لاهور (به انگلیسی: 3rd (Lahore) Division) لشکر پیاده‌نظام ارتش هند بریتانیا بود، که در سال ۱۸۵۲ توسط ارتش بنگال تأسیس شد.
این لشکر در طول جنگ جهانی اول به عنوان بخشی از سپاه هند در فرانسه خدمت کرد و سپس به خاورمیانه منتقل شد و در آنجا علیه نیروهای امپراتوری عثمانی جنگید.